# Порто Венере
По̀рто Вѐнере (на италиански: Porto Venere, може да се намира и единствената форма Portovenere, Портовенере, на местен диалект Portivène, Портивене) е малко пристанищно градче и община в северозападна Италия, провинция Специя, регион Лигурия, в Спецйиски залив. Разположено е на брега на Лигурското море. Населението на общината е 3691 души (към 2011 г.).
Градчето, предните острови и съседната крайбрежна област Чинкуе Тере са колективно един от обектите в Списъка на световното културно и природно наследство на ЮНЕСКО за Италия.